# Hygrochroa amaryllis
Hygrochroa amaryllis är en fjärilsart som beskrevs av Dyar. Hygrochroa amaryllis ingår i släktet Hygrochroa och familjen silkesspinnare. Inga underarter finns listade i Catalogue of Life.